# Гідроізоп'єзи
Гідроізоп'єзи (рос. гидроизопьезы; англ. hydroisopiestic lines; нім. Hydroisopiezen f pl) — лінії на карті або плані, що з'єднують точки однакових напорів напірних вод над умовною нульовою поверхнею.
Синонім: п'єзоізогіпси.